# Giovanni Battista Fanucci

Storia dei tre celebri popoli marittimi, 1817 (Fondazione Mansutti, Milano).

Giovanni Battista Fanucci (Pisa, 7 marzo 1756 – Pisa, 13 febbraio 1834) è stato uno storico italiano.

## Biografia
Nato a Pisa, si laureò in utroque iure, dedicandosi poi allo studio della storia, soprattutto sui temi socio-economici e politici. Scrisse diverse opere poetiche, orazioni funebri e un saggio matematico sull'impossibilità del moto perpetuo. 
Fanucci è noto soprattutto per la sua Storia dei tre celebri popoli marittimi dell'Italia, dedicata alle repubbliche marinare di Pisa, Genova e Venezia. 
L'opera approfondisce il ruolo delle città nello sviluppo della civiltà occidentale intensificando gli scambi commerciali e culturali tra gli Stati. L'opera è stata digitalizzata dalla Biblioteca Nazionale Centrale di Firenze e una copia del volume è conservata alla Fondazione Mansutti di Milano.
Fanucci assunse anche la cattedra di diritto marittimo all'Università di Pisa, collaborando con Jean-Marie Pardessus, che gli espresse riconoscenza più volte nella sua opera Collection de lois maritimes.